# 機槍教父
是一部2011年傳記冒險電影，根據美國傳教士山姆·奇德斯的自傳《Another Man's War》改編而成，以奇德斯牧師到非洲拯救孩童的真人實事為藍本。由馬克·福斯特執導，主演是傑拉德·巴特勒、蜜雪兒·摩納漢和米高·沙朗。本片2012年4月19日在香港上映。

## 劇情
美國人山姆·奇德斯（傑拉德·巴特勒飾）本來是個游手好閒的人，曾經酗酒、吸毒、飆車，直到他被基督教感動，成為傳教士，遠赴非洲的蘇丹成立一所孤兒院，專門保護當地孩童免受叛軍聖主抵抗軍（LRA）的暴虐和性侵。
然而，在殘酷的非人世界裏，根本毫無仁愛與公義可言；山姆奇德斯深深明白，只有武力，才可捍衛弱小。作為一名虔誠教徒，他以耶穌之名，組織民兵，以激戰代替祈禱，以鮮血對抗暴徒。
他相信自己唯一的任務：不論付出多大的代價，也要誓死保護每一名無辜的孩童。
「不管代價有多高，有一命，救一命！」 

## 演員
- 傑拉德·巴特勒 饰演 山姆·奇德斯
- 蜜雪兒·摩納漢 飾演 琳恩·奇德斯（Lynn Childers），山姆的妻子
- 米高·沙朗 飾演 唐尼（Donnie），山姆的好友
- 瑪德琳·卡羅（英语：Madeline Carroll） 飾演 Paige
- 凱茜·貝克 飾演 Daisy
- Souléymane Sy Savané（英语：Souléymane Sy Savané） 飾演 Deng
- 瑞瑪·馬文（英语：Rhema Marvanne） 飾演 Rik Oskam
- 曼哈頓·卡爾森（英语：Mandalynn Carlson） 飾演 Paige的朋友

## 外部連結
- 官方网站
- 互联网电影数据库（IMDb）上《機槍教父》的资料（英文）